# Каролина кугарси
Каролина кугарси (енгл. Carolina Cougars) је бивши амерички кошаркашки клуб из Северне Каролине. Био је присутан у три града Северне Каролине и то прво у Гринсбороу, затим у Шарлоти (71. и на крају у Рали. Играли су Источној дивизији АБА лиге у свих девет година постојања лиге, али под различитим именима. Тим је под овим именом постојао од 1969. до 1974. године. Кугарси су првобитно били чартер чланови АБА као Хјустон маверикси од 1967. године. Маверикси су се преселили у Северну Каролину крајем 1969. године, после две неуспешне сезоне у Хјустону у дворани Колосеум Сем Хјустона.

## Историја

### Почетак у Каролини
Каролина кугарсова франшиза је почела када је будући потгувернер Северне Каролине Џим Гарднер купио Хјустон мавериксе и преселио их у Северну Каролину 1969. године. У то време, ниједно од великих градских области Северне Каролине, Шарлот, Пијемонтска тријада (Гринсборо, Винстон-Сејлем и Хај Поинт) и Троугао (Дарам, Рали и Чапел Хил), није било довољно велико да самостално подржава професионални тим. Имајући ово на уму, Гарднер је одлучио да означи Кугаре као „регионални“ тим. Гарднер је продао тим након једне сезоне Теду Мунчаку, који је уложио значајна средства у тим.
Кугари су били смештени у Гринсбору и већину својих утакмица код куће играли су у Гринсборо колосеуму, највећој државној арени у то време. Игре су се такође редовно играле у Шарлоту у (оригиналном) Шарлот колосеуму и у Ралију у Дортон арени и Рејнолдс колосеуму. Почетком 1972. године одигране су три утакмице регуларне сезоне у Винстон-Сејлему у Меморијалном колосеуму Винстон-Салем, а једна утакмица је играна у Форт Либертију.
У почетку, Кугарси нису били нешто нарочито успешни на терену, поставили су скор од 42 : 42 у сезони 1969/70, 34 : 50 у 1970/71. и 35 : 49 у 1971/72. Кугарси из сезоне 1969/70. успели су да уђу у АБА плеј-оф, али су изгубили у полуфиналу Источне дивизије (прво коло) од много јачег тима Индијана пејсерса. Упркос томе, Кугарси су имали верне навијаче, посебно у Гринсбороу.
Тим за сезону 1971/72. тренирао је бивши НБА ол-стар играч Том Мешери, који се управо пензионисао као играч после 10 година НБА играња за Сан Франциско вориорсе и Сијетл суперсониксе и започео своју тренерску каријеру.

### Лари Браунова ера
У сезони 1972/73, Кугарси су ангажовали пензионисане АБА играче Ларија Брауна и бившег јграча Кугарса Дага Моа као тренере. Те 1972/73. сезоне Кугарси су били направили прилично јак тим где су још укључили играче Билија Канингема, Џоа Колдвела и Мека Калвина. Сва тројица су се те сезоне појавила на АБА ол-стар утакмици, а Канингем је проглашен за најкориснијег играча лиге.
Каролина је завршила ту сезону са позитивним скором од  57 : 27, што је тада било најбоље у АБА лиги. Куугарси су победили Њујорк нетсе у плеј-оф серији првог кола са 4 утакмице према 1, али су у финалу Источне дивизије изгубили тесну серију од Кентаки колонелса са 4 утакмице према 3. Било је много разочараних навијача у Гринсбороу када су Кугарси одлучили да 7. утакмицу серије одиграју у Шарлоти. Од 42 заказане утакмице регуларне сезоне код куће, 25 је обично било заказано за Гринсборо, док је само 12 одиграно у Шарлоти. Пошто је управа Кугарса имала избор града за игру 7, збунила је своје навијаче из области Гринсборо избором да играју тако кључну утакмицу на мање познатом терену. Утакмица 7 је била жестоко оспоравана, али је Кентаки победио, на велико запрепашћење навијача Кугарса.
Кугарси су сезону 1973/74. почели снажно, победивши у 17 од своје прве 22 утакмице. Упркос повредама и унутрашњим трзавицама, Кугарси су у регуларној сезони имали позитиван скор од 47 : 37, али су у полуфиналу Источне дивизије поражени 4 према 0 од Кентаки колонелса.

### Прелазак у Сент Луис
Испоставило се да је 1973/74. последња сезона Кугарса у Северној Каролини. Иако су генерално били умерено успешни и имали једну од најлојалнијих база навијача у АБА, разговори о спајању АБА и НБА били су у завршној фази и постало је очигледно да „регионална“ франшиза неће бити одржива у НБА . Иако је осовина Шарлот/Гринзборо/Рели (Пијемонтски полумесец или коридор И-85) започела период економског раста без преседана, ниједан од ових градова у то време није био довољно велики да самостално подржава НБА тим. Поред тога, неколико особа цитираних у књизи Луз Болс, Терија Плутона, каже да су се додатни путни трошкови, настали због регионалног концепта, на крају показали непремостивима. Мунчак је продао Кугарсе конзорцијуму њујоршких бизнисмена на челу са браћом Озијем и Данијелом Силном, који су преселили тим у Сент Луис као Духови Сент Луиса. Нови власници су након пресељења у Сент Луис окупили скоро потпуно нови тим, само неколико играча из Кугарса из сезоне 1973/74. одговарало је за Спиритсе у новој сезони 1974/75.
Спиритси су били један од два тима која су трајала до самог краја лиге, али нису приступила НБА, други су били Кентаки колонелси (Вирџинија сквајерси су одустали након што се завршила последња АБА регуларна сезона, али пре спајања АБА и НБА због њихове немогућности да испуне финансијску обавезу коју је тражила лига након завршетка сезоне). У време спајања АБА и НБА, власници Спиритса су планирали да преселе тим у Солт Лејк Сити, Јута, да би играли као Јута роцкиси, али уместо тога, њени играчи су распоређени на дисперзионом драфту АБА 1976. године.

## Последице
Професионална кошарка ће се вратити у Северну Каролину 1988. године када су Шарлот хорнетси ушли у НБА лигу.
Карл Шир, који је освојио награду за директора године као члан Кугарса, касније је постато први извршни директор Шарлот хорнетса. Бек Кугарса, Џин Литлс, је постао помоћни тренер, извршни директор и други главни тренер Хорнетса. Лари Браун, који је тренирао Кугарсе две сезоне и освојио титулу тренера године током свог мандата, на крају је постато осми главни тренер Шарлотове НБА франшизе.
Два тима у другим професионалним спортским лигама укључују Каролину у свој бренд: Каролина пантерси из Националне фудбалске лиге и Каролина харикенси из Националне хокејашке лиге. Први тим се налази у Шарлоту, а други у Ролију.
Почетком 2012. године, униформе Кугарса су носили Бобкетс/Хорнетси на утакмицама које је покривала НБА телевизија у серији под именом НБА Хардвуд класикс.

## Кошаркашка Кућа славних
| Чланови Каролине кугарса у Кући славних | Чланови Каролине кугарса у Кући славних | Чланови Каролине кугарса у Кући славних | Чланови Каролине кугарса у Кући славних | Чланови Каролине кугарса у Кући славних |
| Играчи                                  | Играчи                                  | Играчи                                  | Играчи                                  | Играчи                                  |
| Бр.                                     | Име                                     | Оозиција                                | Период                                  | Постављен                               |
| --------------------------------------- | --------------------------------------- | --------------------------------------- | --------------------------------------- | --------------------------------------- |
| 32                                      | Били Канингам                           | К                                       | 1972 – 1974.                            | 1986.                                   |
| Тренери                                 |                                         |                                         |                                         |                                         |
| Име                                     | Име                                     | Оозиција                                | Период                                  | Постављен                               |
| Лари Браун                              | Лари Браун                              | Тренер                                  | 1972 – 1974.                            | 2002.                                   |

## Остварења по сезонама
| Сезоне           | Лига         | Дивизија | Позиција | Поб | Пор | Поб% | Плеј−оф | Остварења                                           |
| ---------------- | ------------ | -------- | -------- | --- | --- | ---- | --- | --------------------------------------------------- |
| Каролина кугарси |              |          |          |     |     |      | |                                                     |
| 1969/70.         | 1969/70. АБА | Исток    | 3.       | 42  | 42  | .500 | Изгубили дивизијско полуфинале од (Индијана пејсерса) 0 : 4                                                  | —                                                   |
| 1970/71.         | 1970/71. АБА | Исток    | 6.       | 34  | 50  | .405 | — | —                                                   |
| 1971/72.         | 1971/72. АБА | Eastern  | 5th      | 35  | 49  | .417 | — | —                                                   |
| 1972/73.         | 1972/73. АБА | Исток    | 1.       | 57  | 27  | .679 | Победили у дивизијском полуфиналу (Њујорк нетсе) са 4 : 1 Изгубили дивизијско финале од (Колонелса) са 3 : 4 | Били Канингем (МВП) Лари Браун (АТГ) Карл Шир (ИДГ) |
| 1973/74.         | 1973/74. АБА | Исток    | 3.       | 47  | 37  | .560 | Изгубили дивизијско полуфинале од (Колонелса) са 0 : 4                                                       | —                                                   |

### Укупан скор у свим сезонама
| Статистика                   | Победа | Пораза | Поб% |
| ---------------------------- | ------ | ------ | ---- |
| Регуларне сезоне             | 215    | 205    | .512 |
| Плеј−оф                      | 7      | 13     | .350 |
| Регуларне и плеј−оф утакмице | 222    | 218    | .505 |